# Всемирная выставка (1889)
Всемирная выставка 1889 года проходила в Париже с 6 мая по 31 октября и была приурочена к столетию взятия Бастилии. В качестве входной арки на территорию экспозиции в Трокадеро инженеру Гюставу Эйфелю была заказана знаменитая Эйфелева башня, которую по окончании выставки предполагалось разобрать.

## Экспозиция
Архитекторы павильонов, стремясь заглянуть в будущее, соревновались друг с другом в утопичности проектов. Настоящий фурор вызвала 111-метровая галерея машин — на тот момент самое большое крытое помещение в мире. Она была сооружена из сварочного железа, а не литой стали, как планировалось вначале, что вызвало оживлённую дискуссию о практических и художественных свойствах этих материалов.
Королевой этой выставки пресса окрестила электричество. Кроме свойств электричества, демонстрировалось великое множество текстильных станков и паровых машин, автомобиль Даймлера и автомобиль Бенца. На выставке впервые представлена публике действующая фотокабина. Для обеспечения работы выставки была построена специальная трёхкилометровая железная дорога.
Утилитарные занятия сопровождались богатой увеселительной программой: в дни выставки была дана премьера оперы Массне «Эсклармонда» и открыто кабаре «Мулен Руж». Балы давали в павильоне, стилизованном под Бастилию.

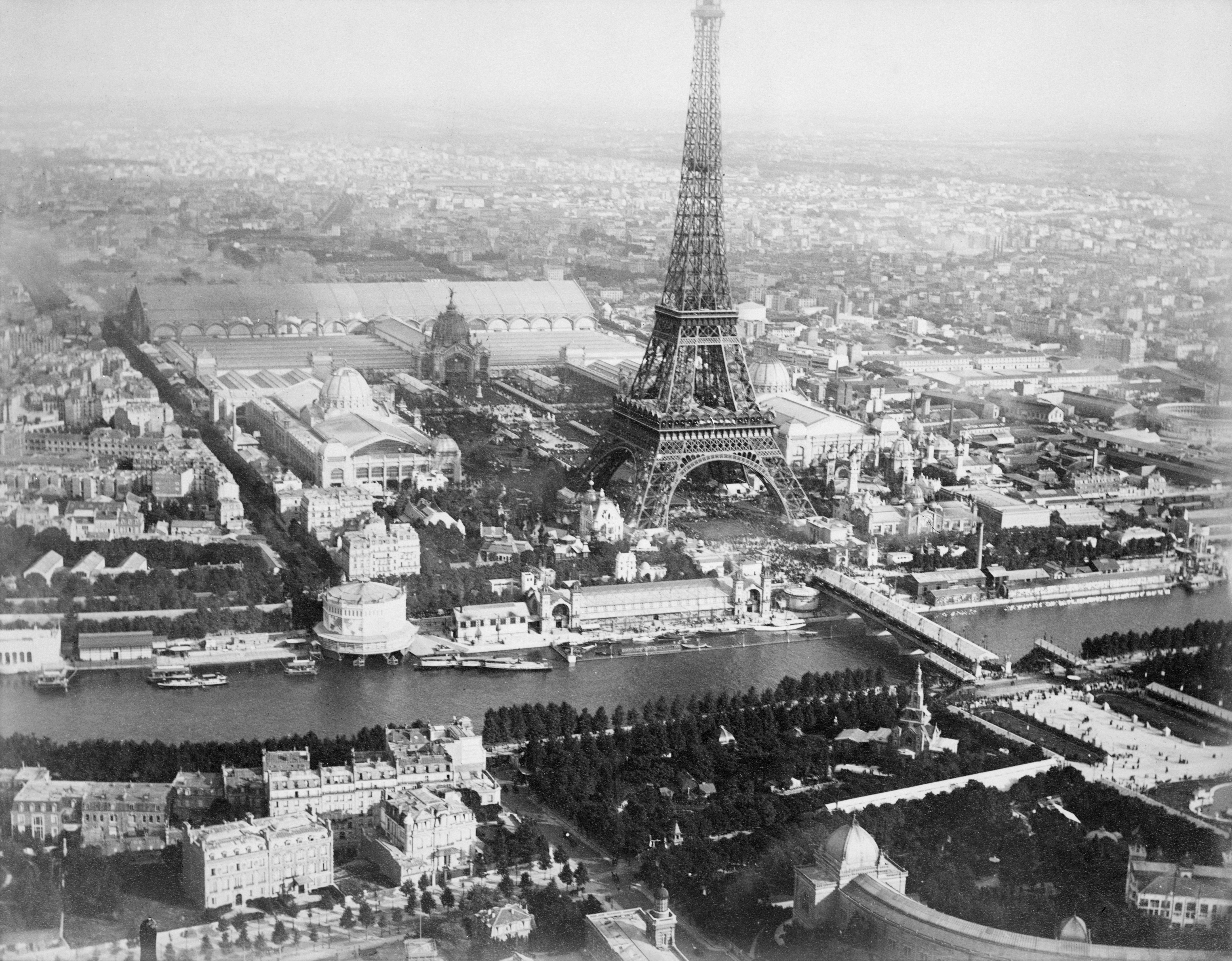
Панорама Выставки

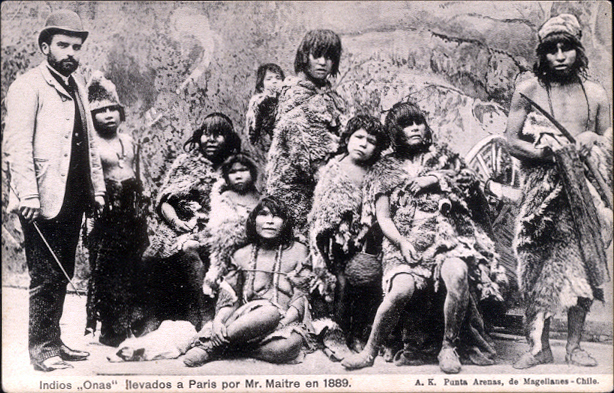
Аборигены Огненной Земли (Аргентинская Патагония), привезённые в Париж бельгийским китобойным предпринимателем Морисом Мэтром для выставки

Из-за темы экспозиции, посвящённой столетию Французской революции, почти все европейские страны с монархиями — Германия, Австро-Венгрия, Бельгия, Испания, Великобритания, Италия, Нидерланды, Португалия, Российская империя и Швеция — официально бойкотировали экспозицию. Тем не менее, в выставке приняли участие многие частные лица и компании из этих стран, а участие в ряде стран полностью финансировалось частными спонсорами. В их число входили Германия и Эльзас-Лотарингия, Австро-Венгрия, Бельгия, Бразилия, Китай, Дания, Египет, Испания, Великобритания и её колонии, Гаити, Италия, Люксембург, Нидерланды, Перу, Португалия, Румыния, Россия, Финляндия и Швеция. Среди гостей выставки были шах Персии Насереддин Шах, принц Уэльский (будущий Эдуард VII) и его жена принцесса Александра; художники Роза Бонер, Антони Гауди, Поль Гоген, Константин Маковский, Эдвард Мунк и Джеймс Макнил Уистлер; американский журналист и дипломат Уайтлоу Рид; писатель Генри Джеймс; филиппинские патриоты Хосе Ризал и Марсело Х. дель Пилар; изобретатели Никола Тесла и Томас Эдисон.

## Участие России
Так как Российская империя официально бойкотировали экспозицию, Россия была представлена в Париже неофициально, в основном благодаря энтузиастам из «Русского технического общества», которые и понесли все связанные с участием расходы и это не могло не сказаться на качестве экспозиции.
Русский художник Константин Маковский получил Большую золотую медаль за картины «Смерть Ивана Грозного», «Демон и Тамара» и «Суд Париса».

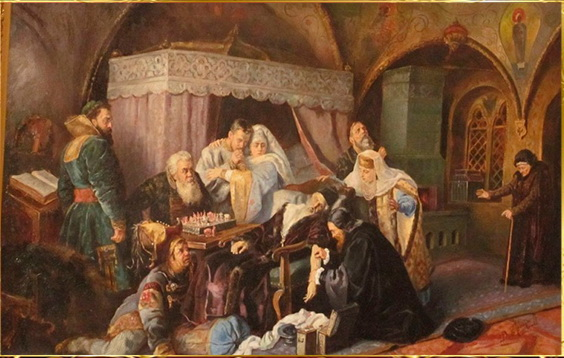
«Смерть Ивана Грозного», 1888 г.
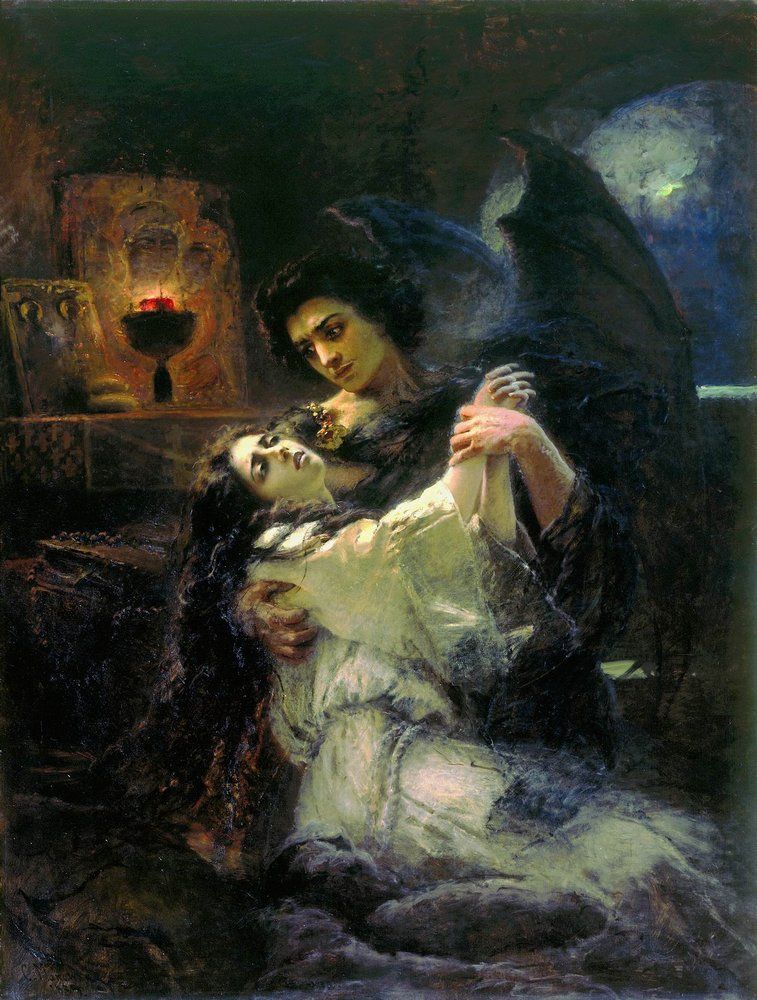
«Демон и Тамара», 1889 г.
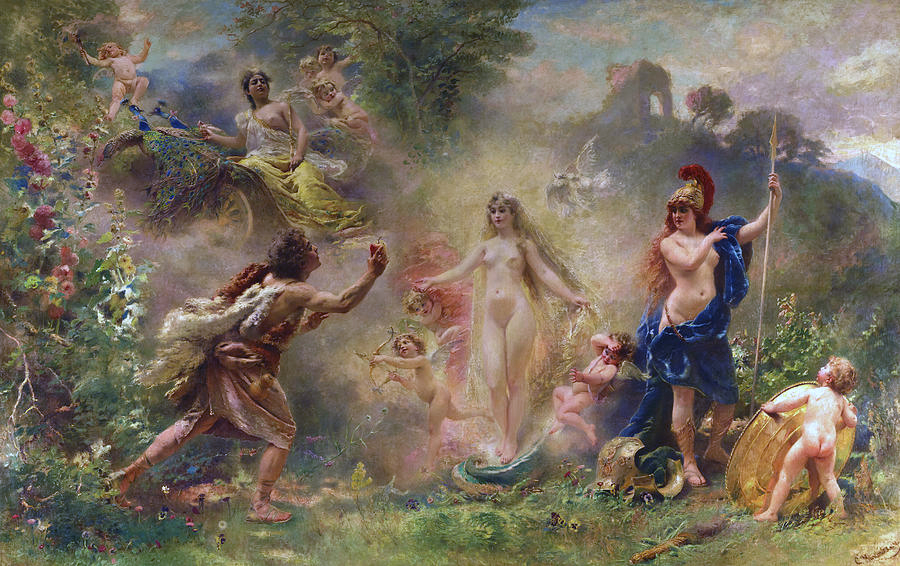
«Суд Париса», 1889 г.

При всех затруднениях и преградах, стоявших на пути у Генерального комитета русских экспонентов на Парижской всемирной выставке, к 1889 году им удалось собрать по подписке необходимую сумму в 175 тысяч франков и привлечь 820 экспонатов. Располагались российские экспонаты на 3800 квадратных метрах выставочных площадей: 1875 кв. метров в галерее Дворца промышленности и 112 метров по фасаду, 500 кв. метров в галерее свободных искусств и 500 кв. метров во дворце художеств, 650 кв. метров в пищевом отделе и ко всему описанному ресторанчик площадью 250 кв. метров. Генеральным комиссаром русского отдела был И. С. Познанский.
12 июля это событие было омрачено скоропостижной кончиной председателя комиссии по техническому образованию «РТО», выполнявшего в Париже обязанности комиссара русского отдела всемирной выставки, Евгения Николаевича Андреева, тело которого было перевезено в Российскую империю и он был похоронен на Новодевичьем кладбище в Санкт-Петербурге.

### Русский павильон
Архитекторами Русского отдела были Л. Леблан и Оскар Иосифович Тибо-Бриньоль, архитектор Госбанка. Сооружение русского фасада было «в русском стиле» по плану Тибо-Бриньоля. По итогам выставки Леблан был награждён Кавалерийским крестом Почётного легиона. Тибо-Бриньоль был награждён орденом Пальмы академии.

### Сельскохозяйственная экспозиция
Впервые на международной выставке была показана коллекция русских почв. Геолог и почвовед В. В. Докучаев лично участвовал в выставке с экспозицией почв, карт и печатных работ, за которые он был награждён орденом «За заслуги по земледелию» (Chevalier du mérite agricole). Отдел русских почв был награждён золотой медалью.
В подготовке и оформлении выставки активное участие принимал В. И. Вернадский, который в это время стажировался во Франции.
Особо запомнился посетителям монолит чернозёма из Воронежской губернии (Панинского уезда). Он был размером в одну кубическую сажень (около 9,7 м³) и был установлен на высоком пьедестале. После окончания выставки монолит было решено не разрезать. По жребию его передали в Сорбонну, где он хранился до 1968 года, когда он и его витрина были разрушены в результате студенческих волнений. Сегодня остатки монолита хранятся в Агрономическом институте[каком?].

## Галерея

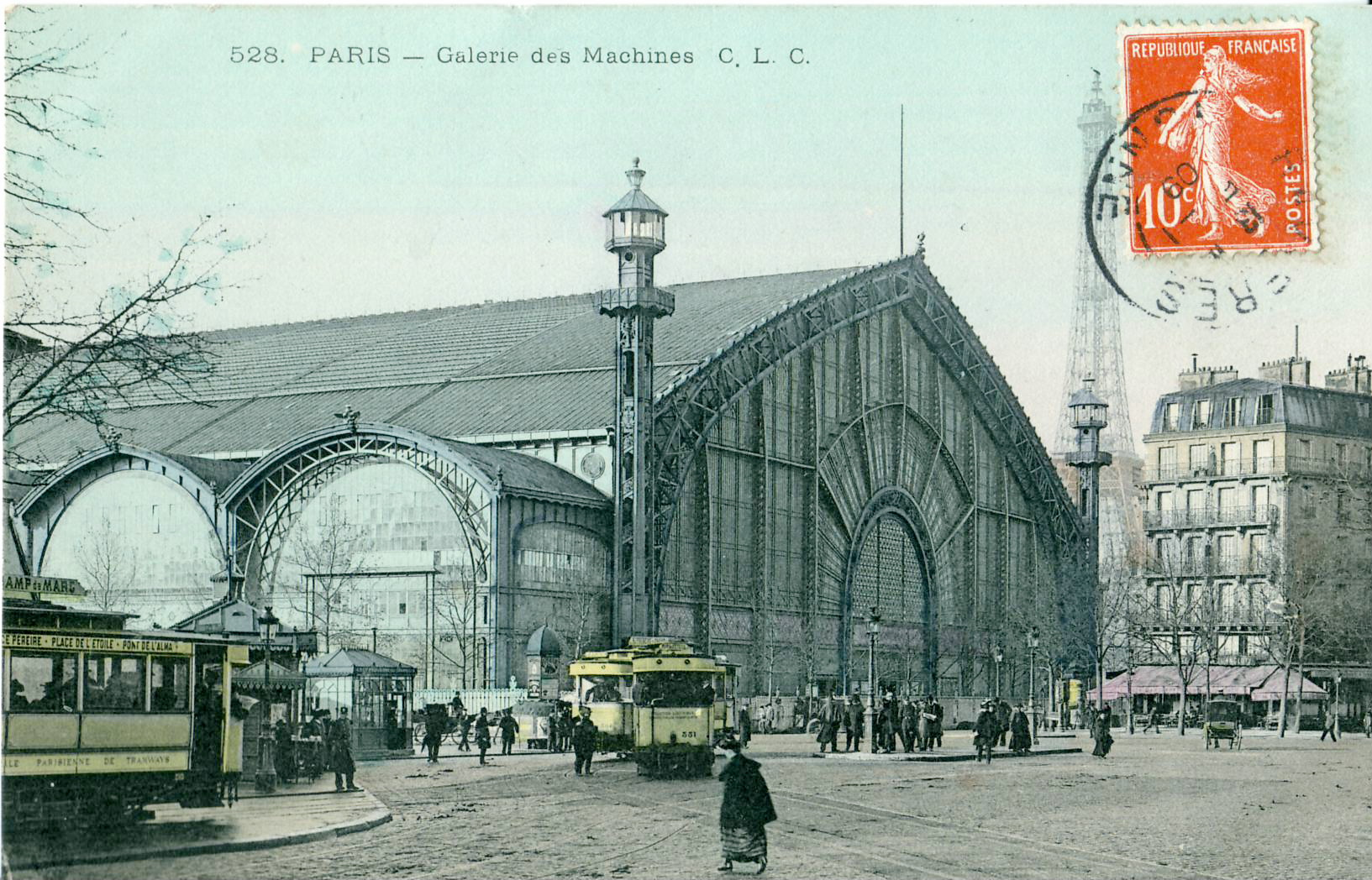
Трамвайная остановка перед павильоном машин (La Galerie des Machines).
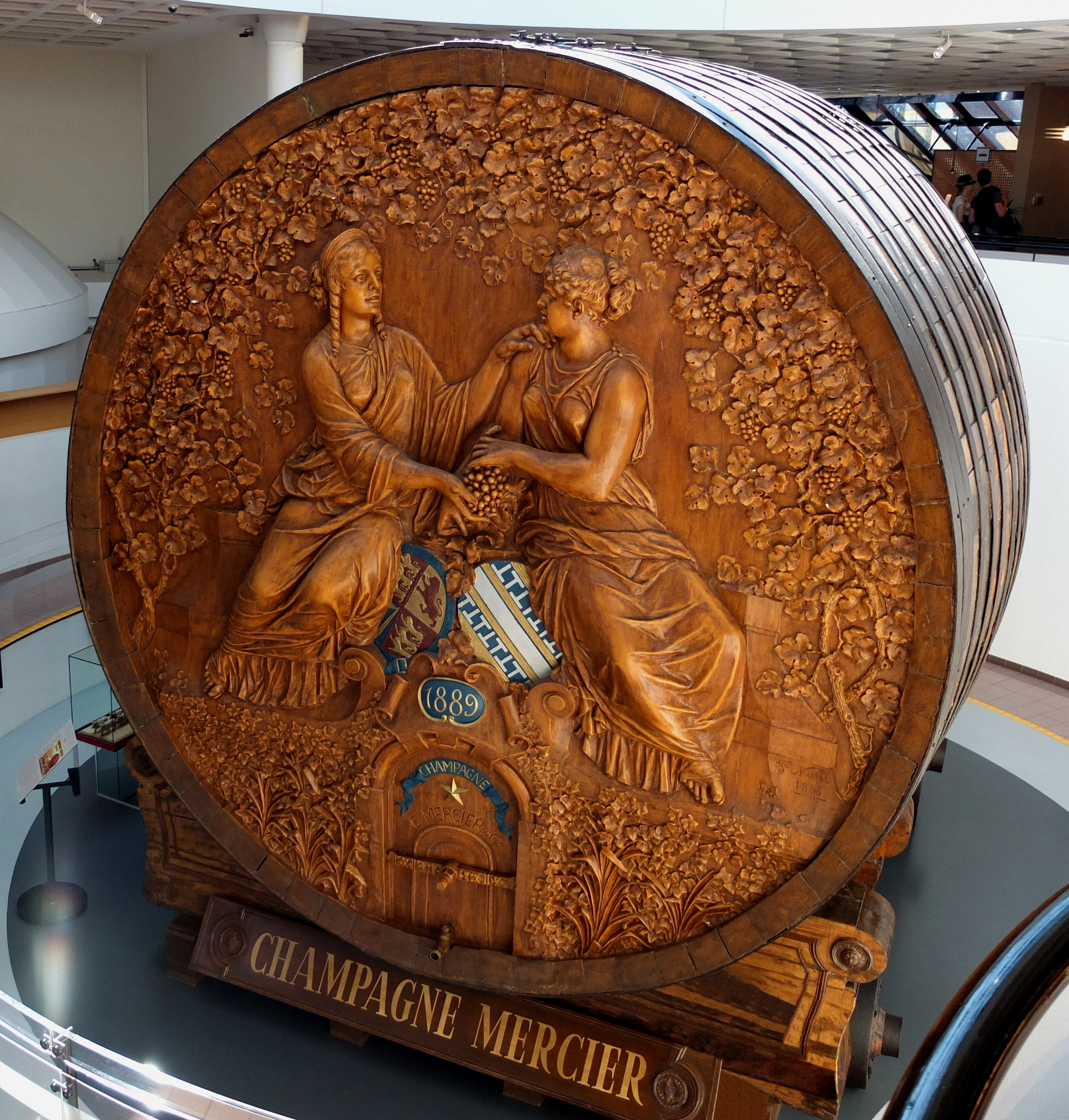
Дубовая бочка емкостью 200 000 бутылок (Champagne Mercier (Épernay))
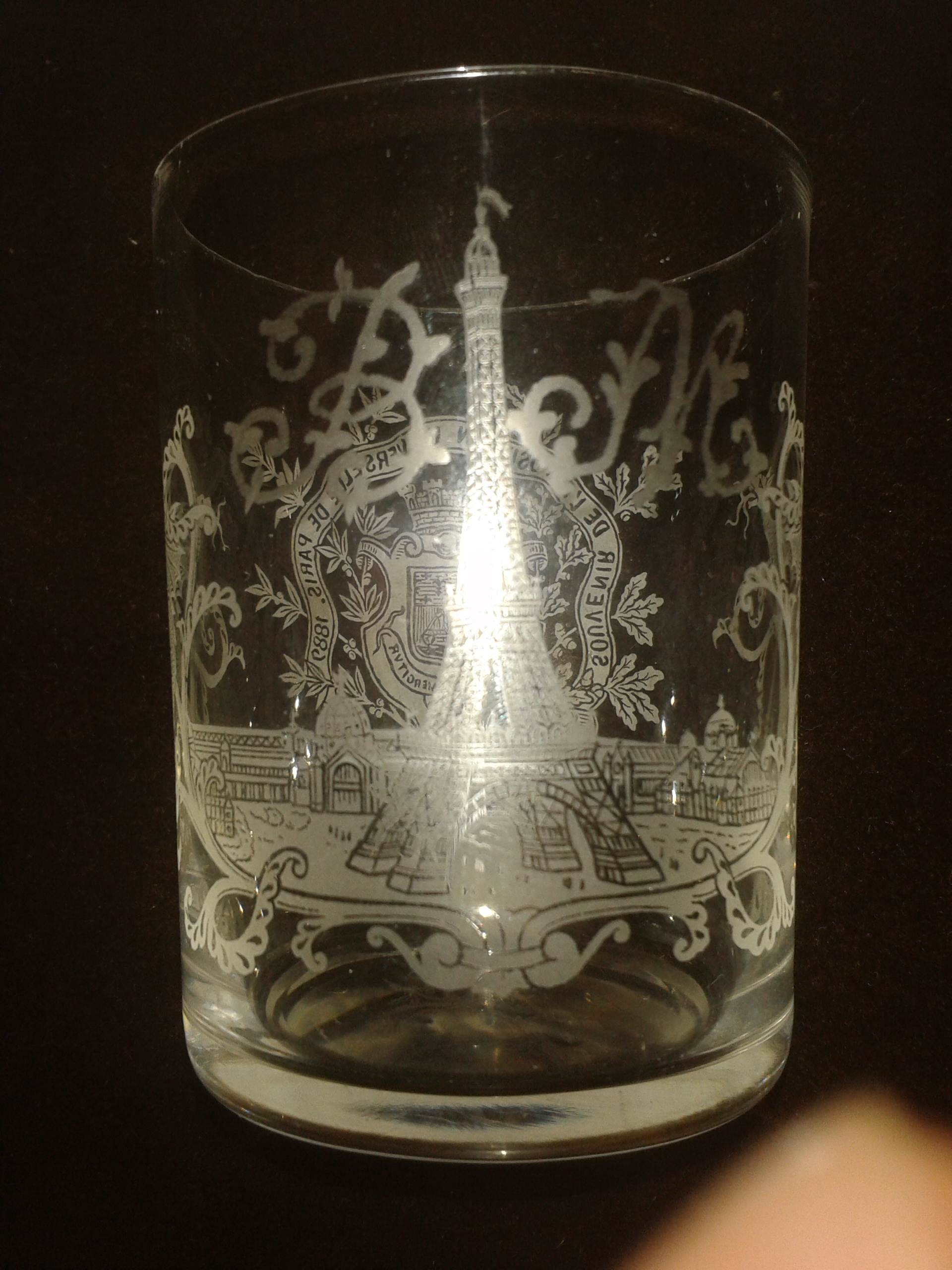
Сувенир с инаугурации Эйфелевой башни
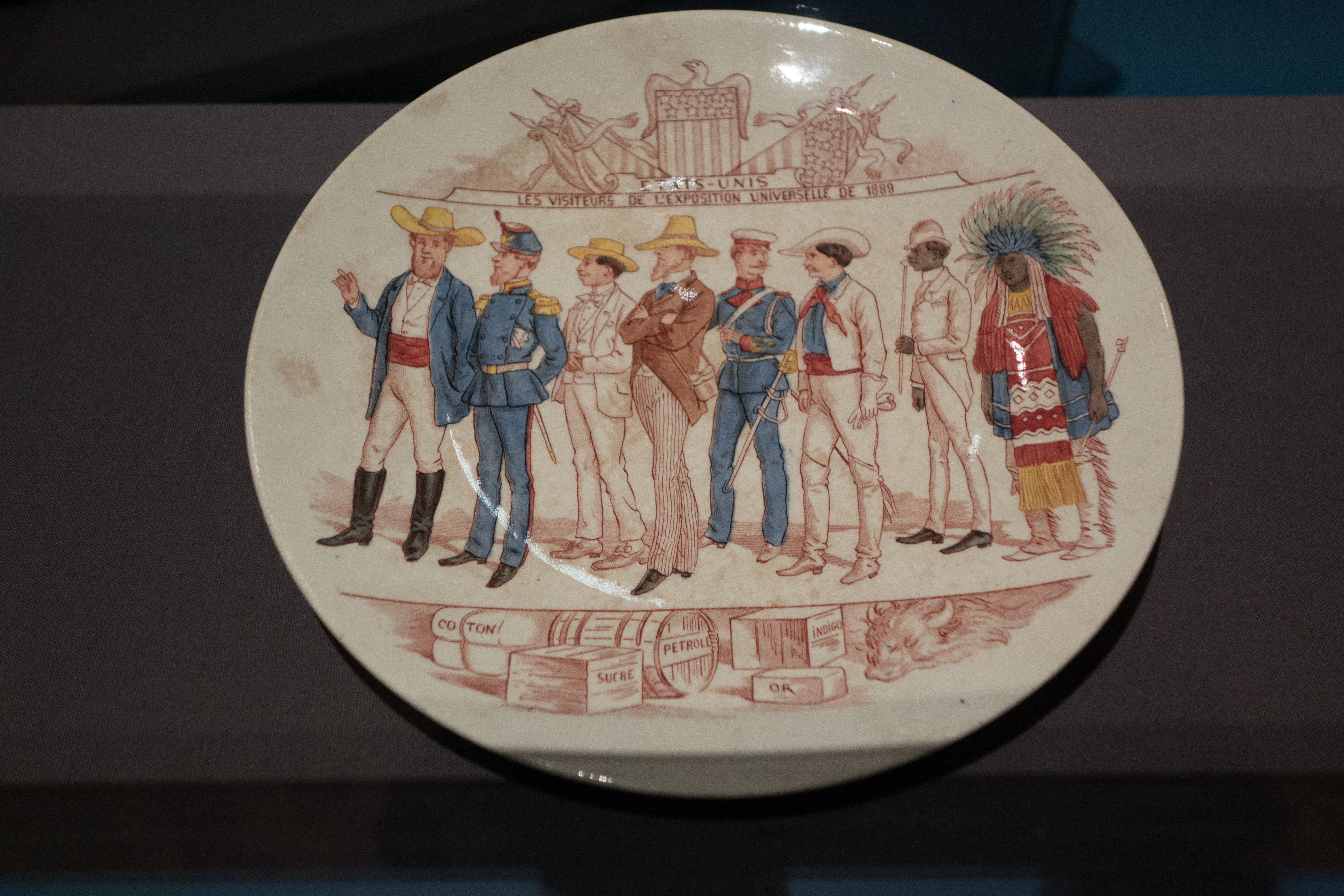
Тарелка, посвящённая американскому участию в Парижской всемирной выставке 1889 года (Немецкий национальный музей, Нюрнберг)
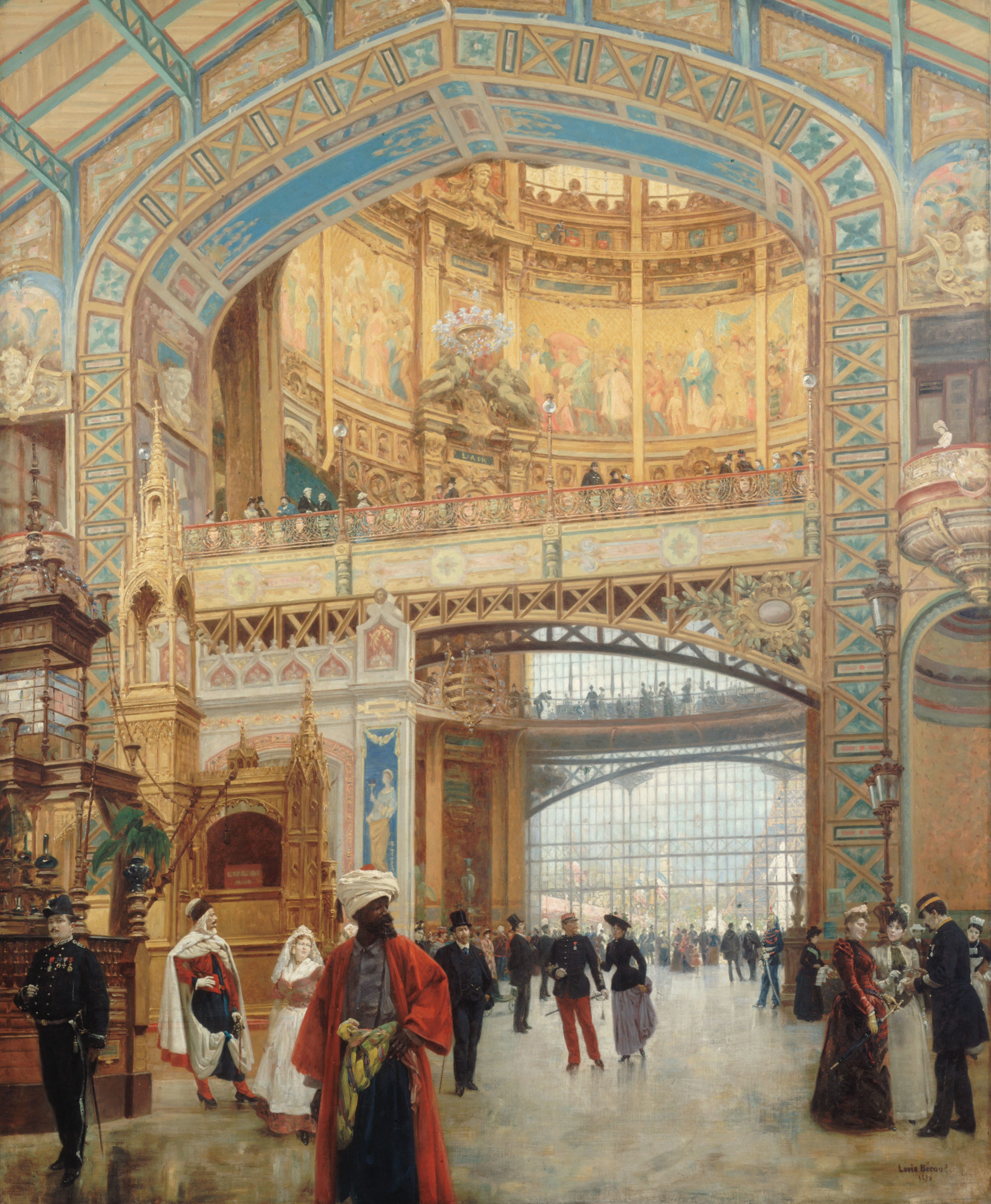
Центральный купол павильона машин (Louis Béroud)
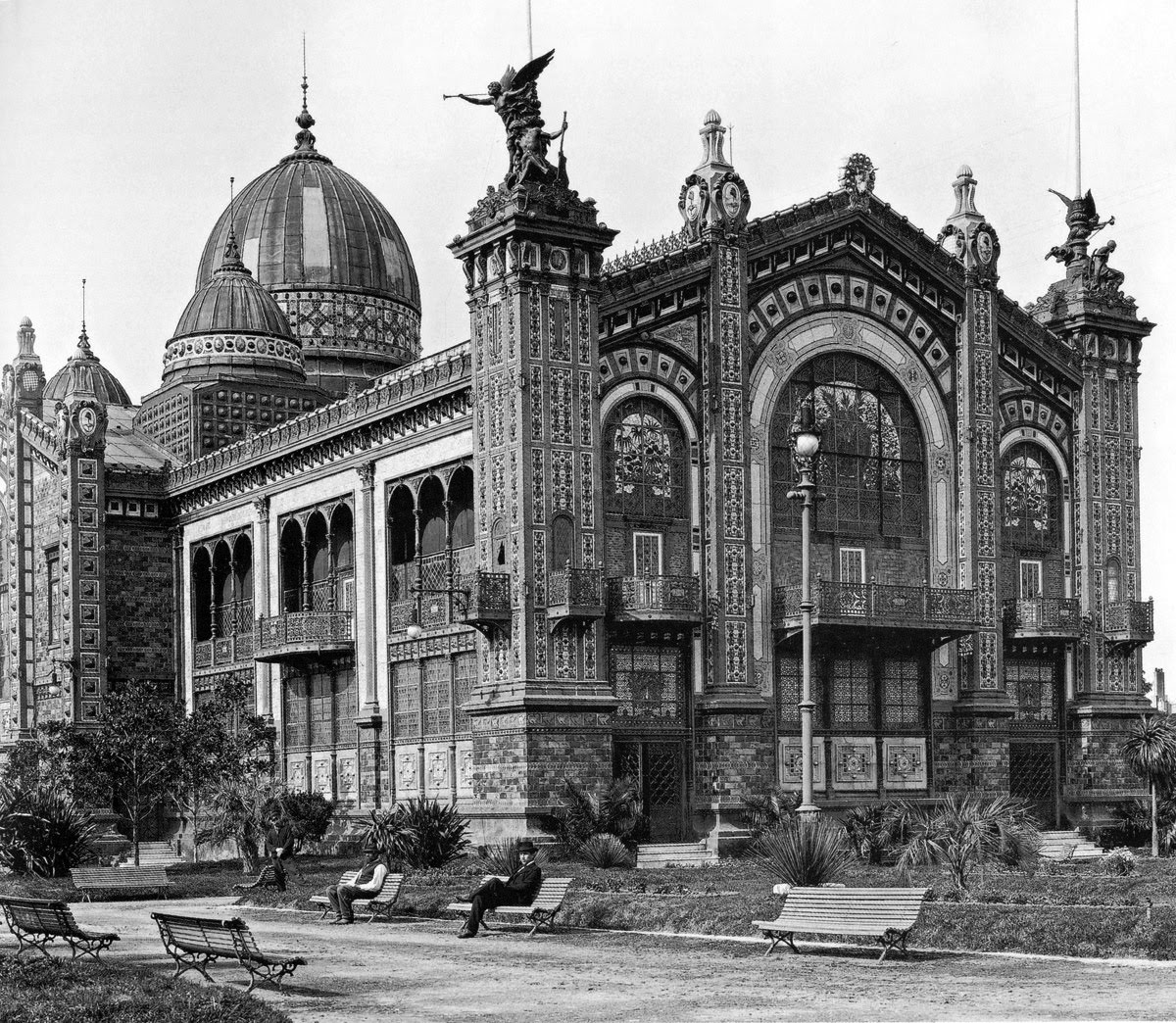
Павильон Аргентины
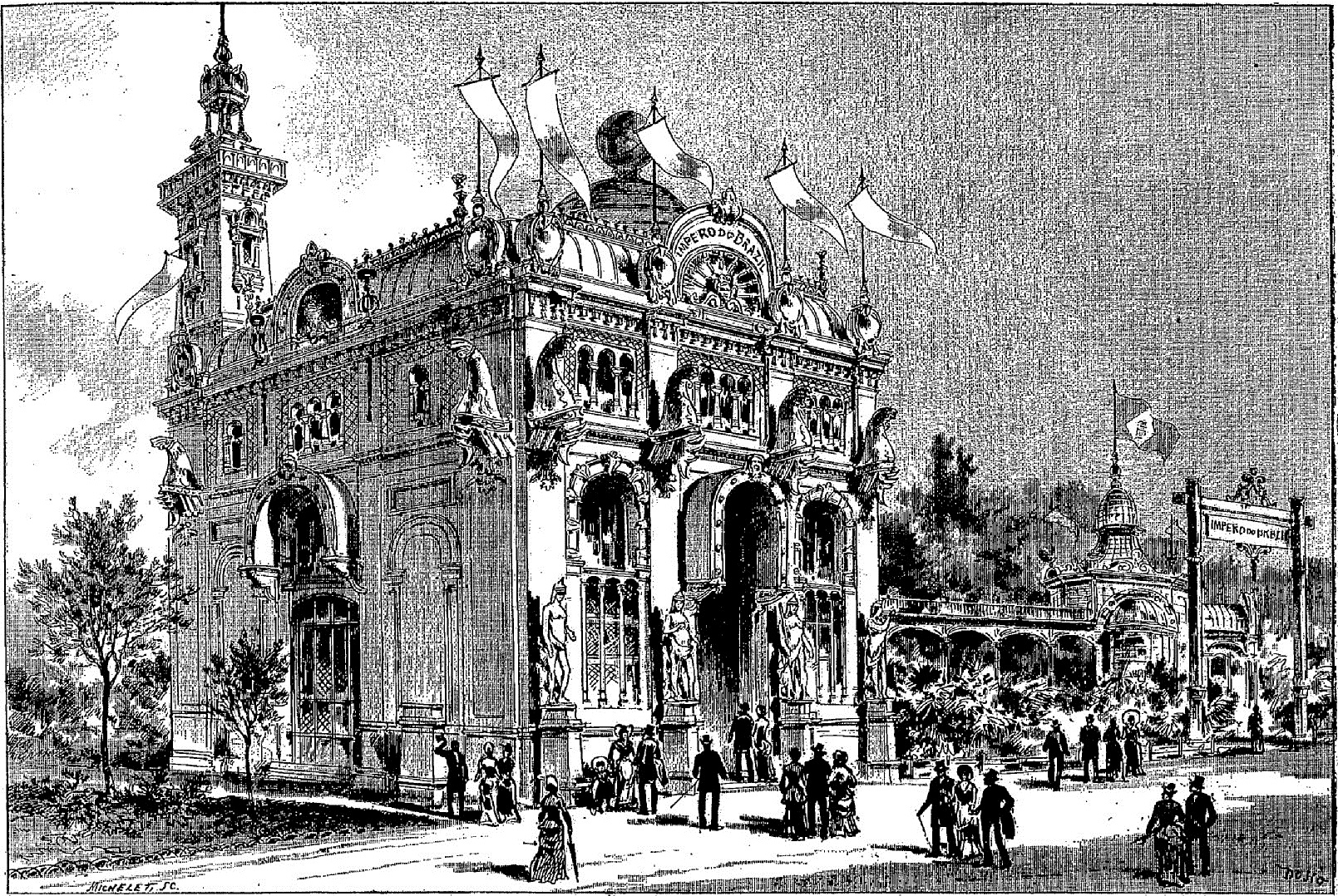
Павильон Бразилии